# Vaka purua
Pour les articles homonymes, voir Vaka (homonymie).

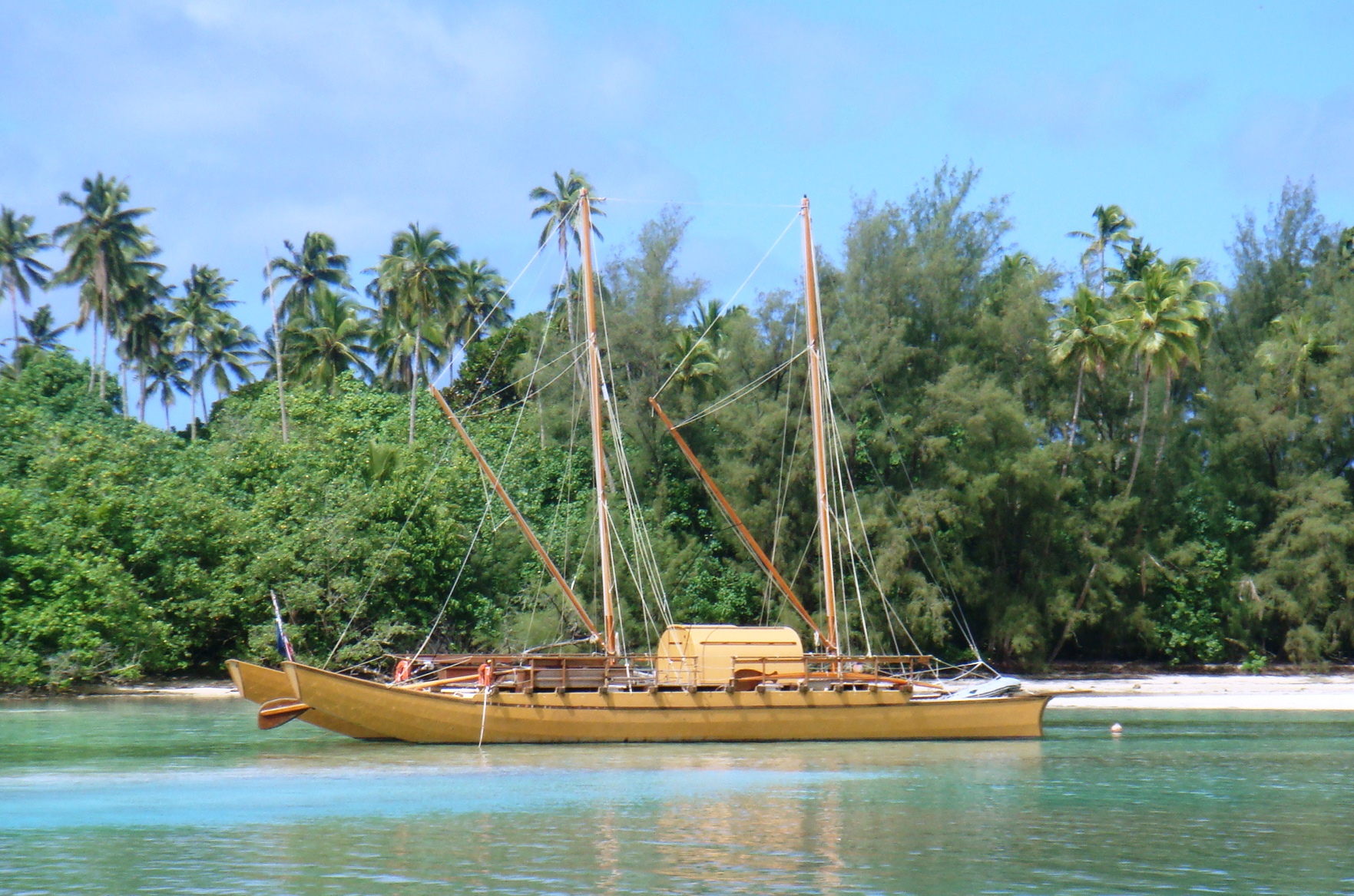
Vaka à double coque à Rarotonga.

Un vaka purua est un type de grande pirogue à voiles à double coques des îles Cook, utilisé autrefois pour les traversées au long cours. Celles-ci qui pour les plus grandes atteignaient plus de 25 mètres, pouvaient embarquer jusqu'à une cinquantaine d'individus  ainsi que leur provision (eau, cochons, taro, noix de coco, fruits de l'arbre à pain…). 

## Description
Elles sont constituées de deux coques de tailles égales, à tribord le "katea" où s'assoient les rameurs, à bâbord le "ama" servant de balancier, la navigation se faisant le plus souvent et lorsque c'était possible par vent de tribord face ou par vent arrière
Chacune des deux coques sont faites de trois parties distinctes. 
- le  " 'aumi" situé à la proue;
- le "noko" situé en poupe;
- Le "puke" qui correspond au centre de la coque creusé généralement dans un tronc de tamanu.

Ces trois éléments sont joints ('a'au) à l'aide de cordes faites en fibres de coco tressées  ("ka'a) et glissées dans des trous ("putaka") creusés à l'extrémité de chacune des parties à assembler. La poupe et la proue se terminent en pointe sur laquelle sont généralement sculptées des figures de type antromorphique appelées "tiki" et censées protéger l'embarcation des dangers de la traversée
Les deux coques sont reliées par un système de traverses ("kiato") sur lesquelles repose une plateforme centrale, le plus souvent couverte et appelée "ataata". Cette plateforme constitue véritablement le lieu de vie de l'équipage pendant la traversée
Ces pirogues peuvent dans le cas des plus grandes comporter une double voilures de forme triangulaire ("kie") faites de nattes tressées, attachée à des mâts ("tita") pouvant atteindre près de dix mètres de hauteur. L'autre moyen de propulsion est bien entendu la rame ("'oe") dont il existe plusieurs types en fonction de leur usage (" 'oe poti ", "tu'oe"...).

## Répliques
Il n'existe plus de nos jours de "vaka purua" d'époque, néanmoins deux reconstitutions en furent construites dans les années 1990 à Rarotonga à l'initiative de Tom Davis et Puati Mataiapo. Elles furent nommées du nom de deux des tribus ("vaka tangata") et anciennes pirogues de l'île, à savoir Takitumu et Teauotonga. Elles se rendirent entre autres à Raiatea en 1995 pour une cérémonie souhaitant rappeler les liens plus ou moins historiques des deux îles. En 2008, Teauotonga fut restaurée afin de se rendre à Pago Pago (Samoa américaines) pour le 10e Festival des Arts du Pacifique.